# Ya Sally Njie Colley
Ya Sally Njie Colley (bekannt als Sista Njie, geb. am 9. Februar 1989 in Bakoteh) ist eine gambische Moderatorin und Unternehmerin.

## Leben
Ihr erstes Engagement im Bereich Medien hatte sie 2004 als Schülerin der neunten Klasse, als sie für ihren Onkel kurze Radiointerviews durchführte. 2007 machte sie ihren Schulabschluss. Bis 2007 arbeitete sie in der Sportberichterstattung für das gambische West Coast Radio, wo sie später auch moderierte. 2011 unterbrach sie ihre Moderationstätigkeiten für ein Jahr und arbeitete im Marketing eines Immobilienunternehmens.
Ab 2012 moderierte sie die Musiktalkshow Wahsahalat (Wah Sa Halat), die unter ihrer Moderation sehr populär wurde. 2014 wechselte sie zu Capital FM, wo auch ihre Sendung weiter ausgestrahlt wurde. Nach fünf Jahren wurde Wahsahalat eingestellt.
Um 2014 war sie zudem Komoderatorin der Online-TV-Serie Loud Gambia. Außerdem moderierte sie die TV-Unterhaltungssendung Fiila.
Am 24. Oktober 2014 heiratete sie den Musiker Essa N. Colley (bekannt als ENC, geb. 1988).
2017 erstellte sie im Auftrag von UNICEF Gambia und der gambischen Organisation Think Young Women eine Medienkampagne, einen Workshop und führte die Produktion von Songs und eines Musikvideos gegen geschlechtsspezifische Gewalt (gender based violence) durch. Im selben Jahr produzierte sie ein Album für den Bevölkerungsfonds der Vereinten Nationen (UNFPA).
Ebenfalls 2017 schloss sie einen Werbevertrag mit dem Mobilfunkanbieter Africell ab.
Njie ist CEO des Eventmanagement- und Medienunternehmens Brand Plus, die die Radiosendung Wah Sa Halat produziert und die Wah Sa Halat Music Awards verleiht. Diese Awards sind die einzige Preisverleihung an Musikschaffende in Gambia und wurden 2019 zum vierten Mal verliehen. Zudem leitet sie das Unternehmen World Vibe Entertainment ihres Mannes mit.